# Gammelby, Surahammars kommun
Gammelby är en ort strax öster om tätorten Virsbo, nordöst om Virsbosjön i Ramnäs distrikt (Ramnäs socken), Surahammars kommun, Västmanlands län (Västmanland). Från 2015 avgränsar SCB här en småort. Fram till 2015 räknades bebyggelsen i området som en del av tätorten Virsbo.
Virsbo station ligger här.